# Équipe des Antilles néerlandaises des moins de 17 ans de football
Maillots
L'équipe des Antilles néerlandaises des moins de 17 ans est une sélection de joueurs de moins de 17 ans au début des deux années de compétition placée sous la responsabilité de la Fédération des Antilles néerlandaises de football active de 1948 à 2010. Selon la FIFA, l' équipe de Curaçao lui succède.

## Parcours en Championnat d'Amérique du Nord, centrale et Caraïbe de football des moins de 17 ans
- 1983 : Non qualifiée
- 1985 : 1er tour
- 1987 : Non qualifiée
- 1988 : Non qualifiée
- 1991 : 1er tour
- 1992 : 1er tour
- 1994 : 1er tour
- 1997 : 1er tour
- 1999 : Non qualifiée
- 2001 : Non qualifiée
- 2003 : Non qualifiée
- 2005 : Non qualifiée
- 2007 : Non qualifiée
- 2009 : Non qualifiée
- 2011 : Non qualifiée

## Parcours en Coupe du monde des moins de 17 ans
- 1985 : Non qualifiée
- 1987 : Non qualifiée
- 1989 : Non qualifiée
- 1991 : Non qualifiée
- 1993 : Non qualifiée
- 1995 : Non qualifiée
- 1997 : Non qualifiée
- 1999 : Non qualifiée
- 2001 : Non qualifiée
- 2003 : Non qualifiée
- 2005 : Non qualifiée
- 2007 : Non qualifiée
- 2009 : Non qualifiée